# Sette Tour
Sette Tour é a segunda turnê da cantora brasileira Claudia Leitte. Teve início em 2 de julho de 2009 no Farol da Barra, em Salvador.

## Estrutura
Para a estreia da turnê, o palco foi escolhido cuidadosamente. Montado com o conceito "Orbit" (formato concha) com 20 metros de boca de cena e revestido em material translúcido, facilitando a vista do Farol da Barra atrás do palco. Foram usados nove toneladas de luz e vinte toneladas de som.

## Figurinos
Todos os figurinos da turnê foram assinados pelo estilista Walério Araújo. Durante os seis meses de turnê, os figurinos se dividaram em 3 etapas. Na primeira etapa, a cor preto predomina os figurinos. Na segunda etapa, a cor branca predomina os figurinos. Na terceira e última etapa, o prata predomina os figurinos. Um dos figurinos foram feito em homenagem à Maria Quitéria de Jesus e a Michael Jackson.

## Repertório
1. Exttravasa
2. Insolação do Coração
3. Rock Tribal
4. Canudinho
5. Doce Paixão
6. Rise Up / Cai Fora / Amor à Prova / Eu Fico
7. Arriba (Xenhenhém)
8. Fulano in Sala
9. Over the Rainbow
10. Pássaros
11. Pensando em Você
12. Caranguejo
13. Safado, Cachorro, Sem-Vergonha / Ska / Fogo e Paixão / Descobridor dos Sete Mares
14. Cidade Elétrica
15. I'm Yours
16. Dyer Maker
17. Bola de Sabão
18. Lirirrixa
19. Amor Perfeito
20. Me Chama de Amor
21. Horizonte
22. Beijar na Boca

1. Introdução
2. As Máscaras
3. Exttravasa
4. Insolação do Coração
5. Bola de Sabão
6. Doce Paixão
7. Rise Up / Cai Fora / Amor à Prova / Eu Fico
8. Fulano in Sala
9. Caranguejo
10. Rock Tribal
11. Canudinho
12. Safado, Cachorro, Sem-Vergonha / Ska / Fogo e Paixão
13. Lirirrixa
14. I'm Yours
15. Dyer Maker
16. Horizonte
17. Pensando em Você
18. Me Chama de Amor
19. Amor Perfeito
20. Beijar na Boca
21. I Gotta Feeling
22. Bad Romance
23. As Máscaras (encore)

## Datas da Turnê
| Data                   | Cidade                | Estado            |
| ---------------------- | --------------------- | ----------------- |
| Brasil                 |                       |                   |
| 2 de julho de 2009     | Salvador              | Bahia             |
| 3 de julho de 2009     | Vinhedo               | São Paulo         |
| 5 de julho de 2009     | Estância              | São Paulo         |
| 9 de julho de 2009     | São José dos Campos   | São Paulo         |
| 10 de julho de 2009    | Governador Valadares  | Minas Gerais      |
| 11 de julho de 2009    | Itapecerica da Serra  | São Paulo         |
| 12 de julho de 2009    | Sousa                 | Paraíba           |
| 17 de julho de 2009    | Limeira               | São Paulo         |
| 18 de julho de 2009    | Campos do Jordão      | São Paulo         |
| 19 de julho de 2009    | São Luís              | Maranhão          |
| 25 de julho de 2009    | Pitangueiras          | São Paulo         |
| 31 de julho de 2009    | Lucas do Rio Verde    | Mato Grosso       |
| 1 de agosto de 2009    | Boa Vista             | Roraima           |
| 2 de agosto de 2009    | Coari                 | Amazonas          |
| 5 de agosto de 2009    | São Paulo             | São Paulo         |
| 8 de agosto de 2009    | São José dos Campos   | São Paulo         |
| 9 de agosto de 2009    | Ilha do Governador    | Rio de Janeiro    |
| 14 de agosto de 2009   | Piracicaba            | São Paulo         |
| 15 de agosto de 2009   | Belo Horizonte        | Minas Gerais      |
| 16 de agosto de 2009   | Niterói               | Rio de Janeiro    |
| 21 de agosto de 2009   | Belo Horizonte        | Minas Gerais      |
| 22 de agosto de 2009   | Itaipava              | Rio de Janeiro    |
| 23 de agosto de 2009   | Brasília              | Distrito Federal  |
| 28 de agosto de 2009   | Marília               | São Paulo         |
| 30 de agosto de 2009   | João Pessoa           | Paraíba           |
| 4 de setembro de 2009  | Cuiabá                | Mato Grosso       |
| 5 de setembro de 2009  | Rondonópolis          | Mato Grosso       |
| 6 de setembro de 2009  | Serrinha              | Bahia             |
| 12 de setembro de 2009 | Itaúna                | Minas Gerais      |
| 13 de setembro de 2009 | Montes Claros         | Minas Gerais      |
| 14 de setembro de 2009 | São Paulo             | São Paulo         |
| 19 de setembro de 2009 | Curitiba              | Paraná            |
| 25 de setembro de 2009 | Goiânia               | Goiás             |
| 27 de setembro de 2009 | Guarulhos             | São Paulo         |
| 3 de outubro de 2009   | Sorocaba              | São Paulo         |
| 4 de outubro de 2009   | Salvador              | Bahia             |
| 2 de outubro de 2009   | Rio de Janeiro        | Rio de Janeiro    |
| 9 de outubro de 2009   | Teresina              | Piauí             |
| 11 de outubro de 2009  | Lavras                | Minas Gerais      |
| 15 de outubro de 2009  | Juiz de Fora          | Minas Gerais      |
| 17 de outubro de 2009  | Macapá                | Amapá             |
| 25 de outubro de 2009  | Jundiaí               | São Paulo         |
| 31 de outubro de 2009  | Costa do Sauípe       | Bahia             |
| 1 de novembro de 2009  | Votuporanga           | São Paulo         |
| 2 de novembro de 2009  | Alfenas               | Minas Gerais      |
| 6 de novembro de 2009  | Campos dos Goytacazes | Rio de Janeiro    |
| 7 de novembro de 2009  | Ribeirão Preto        | São Paulo         |
| 8 de novembro de 2009  | São Paulo             | São Paulo         |
| 14 de novembro de 2009 | Porto Alegre          | Rio Grande do Sul |
| 15 de novembro de 2009 | Curitiba              | Paraná            |
| 18 de novembro de 2009 | São Paulo             | São Paulo         |
| 20 de novembro de 2009 | Manaus                | Amazonas          |
| 21 de novembro de 2009 | Porto Velho           | Rondônia          |
| 22 de novembro de 2009 | Rio Branco            | Acre              |
| 27 de novembro de 2009 | Belém                 | Pará              |
| 28 de novembro de 2009 | Vitória               | Espírito Santo    |
| 29 de novembro de 2009 | Rio de Janeiro        | Rio de Janeiro    |
| 4 de dezembro de 2009  | Brasília              | Distrito Federal  |
| 5 de dezembro de 2009  | Natal                 | Rio Grande do Sul |
| 6 de dezembro de 2009  | Natal                 | Rio Grande do Sul |
| 31 de dezembro de 2009 | Caldas Novas          | Goiás             |
| 1 de janeiro de 2010   | Porto Seguro          | Bahia             |
| 2 de janeiro de 2010   | Ubatuba               | São Paulo         |
| 7 de janeiro de 2010   | Olinda                | Pernambuco        |
| 8 de janeiro de 2010   | Brejo Santo           | Ceará             |
| 9 de janeiro de 2010   | Fortaleza             | Ceará             |
| 10 de janeiro de 2010  | Aracaju               | Sergipe           |
| 15 de janeiro de 2010  | Florianópolis         | Santa Catarina    |
| 16 de janeiro de 2010  | Guarapari             | Espírito Santo    |
| 17 de janeiro de 2010  | João Pessoa           | Paraíba           |
| 21 de janeiro de 2010  | Aracaju               | Sergipe           |
| 22 de janeiro de 2010  | Cabo Frio             | Rio de Janeiro    |